# Penzigia berterii
Penzigia berterii är en svampart som först beskrevs av Jean François Montagne, och fick sitt nu gällande namn av L.W. Mill. 1934. Penzigia berterii ingår i släktet Penzigia och familjen kolkärnsvampar.   Inga underarter finns listade i Catalogue of Life.